# Sean Kilpatrick
Sean Redell Kilpatrick (nascut el 6 de gener de 1990 a Yonkers, Nova York) és un jugador de bàsquet estatunidenc que pertany a la plantilla dels Herbalife Gran Canaria. Amb 1,93 metres d'alçada, juga en la posició d'escorta.